# دنیل بیکن
دنیل بیکن (به انگلیسی: Daniel Bacon) (زاده ۳۰ اکتبر ۱۹۷۰ ) بازیگر انگلیسی-کانادایی است.
از فیلم‌های معروف او می‌توان به بازی در فیلم ماشین‌های هیولا اشاره کرد.